# Salam Mohamed Abdul Salam
Salam Mohamed Abdul Salam (* 29. September 1958) ist ein ehemaliger bengalischer Schwimmer.
Salam war 1988 in Seoul Mitglied der sechsköpfigen Mannschaft Bangladeschs bei den Olympischen Sommerspielen.
Er trat über 100 Meter Schmetterling an und schied mit der Zeit von 1:03,69 Minuten als Vierter seines Vorlaufs aus.